# The Sims 2: Zwierzaki
The Sims 2: Zwierzaki (ang. The Sims 2: Pets) – czwarty dodatek do gry komputerowej The Sims 2, oraz samodzielna gra w wersjach konsolowych będąca spin-offem serii The Sims. Premiera tytułu w formie dodatku miała miejsce 17 października 2006 roku w Ameryce Północnej na platformy Windows i została wydana przez Electronic Arts. Dodatek został wydany także na platformę Mac OS za pośrednictwem Aspyr Media. 
Tytuł jako samodzielna gra został wydany na konsole PlayStation 2, PlayStation Portable GameCube, Game Boy Advance, Nintendo DS, Wii, oraz urządzenia mobilne (Wireless), a w jego produkcji udział brały studia Full Fat, Iron Monkey Studios, Artificial Mind & Movement, EA Redwood Shores i Team Fusion z Kanadyjskiego odłamu EA.
Rozszerzenie wprowadza do gry zwierzęta. Wersje konsolowe z kolei bazują na wydaniach konsolowych gry The Sims 2 i zawierają dodatkowe, unikalne mechaniki związane z opieką nad zwierzętami.

## Opis
Dodatek dodaje do gry zwierzaki. Simowie mogą posiadać kota lub psa. Dodatkowo rozszerzenie wprowadza wiele innych nowości jak nowe opcje czy przedmioty.
Piąty dodatek dodaje koty i psy. Zwierzęta można stworzyć w kreatorze postaci, kupić lub adoptować. W grze znajduje się wiele gotowych ras zwierząt, lecz można stworzyć własną unikalną. Zwierzaki posiadają trzy etapy życia: Szczenię/kocię, Dorosły Osobnik, i Starszy Osobnik. Zwierzęta, tak jak simowie, posiadają swoje własne charaktery. Nad zwierzętami nie można zapanować tak jak nad simem. Da się natomiast nawiązać kontakt z pupilem, przekonać go do różnych rzeczy i wytresować. Zwierzęta mają potrzeby takie jak simowie. Jedynym wyjątkiem jest brak wskaźnika wystroju zastąpiony potrzebą gryzienia (u psów) lub drapania (u kotów).
Zwierzaki, choć nie ma się nad nimi kontroli, można oduczyć wielu rzeczy, takich jak drapanie mebli, załatwianie się na podłogę, tarzanie się w brudzie, kopanie, czy też agresywne zachowanie w stosunku do innych zwierząt i nauczyć gdzie mają załatwiać swoje potrzeby, oraz tresować. Aby oduczyć kota drapać można kupić mu drapaczkę i głaskać go, gdy jej używa. Aby oduczyć psa gryźć można kupić mu gryzaka i dawać mu nagrody, gdy z niego korzysta. Możliwe są też kariery zwierząt. Pies lub kot może pracować w ochronie, show-biznesie lub w usługach. Za każdy awans odblokowywane są obroże i kolory sierści. Dodatek rozszerza grę, również o mniejsze zwierzęta klatkowe, takie jak chomiki, rybki czy papugi. Do gry dodane zostaje narzędzie młotka, które ułatwia usuwanie zabudowań i przedmiotów podczas budowy. Do gry również dodane zostają nowe pokrycia ścian, podłóg oraz nowe okna, drzwi oraz nowe przedmioty przeznaczone dla zwierząt, takie jak miski, budy czy drapaki. Poza akcesoriami zwierzęcymi dodane zostają nowe meble i dekoracje.
W grze pojawiają się nowe stroje oraz fryzury a także obroże dla zwierząt. W każdym dodatku występuje nowy „rodzaj Sima”. ” jest wilkołak. Gdy sim zaprzyjaźni się z dzikim wilkiem, ten może go ugryźć, po czym istnieje duża szansa, że sim przemieni się w wilkołaka, w którego będzie się przemieniać nocą. Zmienia to wygląd naszej postaci a także odblokowuje nowe opcje, takie jak warczenie. Taki sim ma premie do interakcji ze zwierzakami i dostaje dziennie punkt sprawności fizycznej. Z wilkołactwa można wyleczyć się poprzez wypicie lekarstwa.

## Historia
27 lipca 2006 roku Electronic Arts oficjalnie ogłosiło prace nad tytułem. W przeciwieństwie do innych dodatków do The Sims 2, Zwierzaki zapowiedziane zostały także jako wydania na konsole w postaci samodzielnych gier, z różnicami pomiędzy poszczególnymi platformami oraz inną spersonalizowaną treścią mającą dostosować grę bardziej do poszczególnych platform. Według serwisu IGN, prasa gamingowa już wcześniej posiadała informacje na temat produkowanego tytułu, lecz posiadała umowę o poufności z jego wydawcami, przez co nie mogła opublikować żadnej informacji na ten temat. Przez późne ogłoszenie prac nad tytułem, już tego samego dnia pojawił się pierwszy oficjalny zwiastun dodatku w formie filmu. W mediach i prasie pojawiło się także wiele materiałów i przeglądów jego zawartości. Kilka dni przed premierą pojawił się kolejny zwiastun. 

### Wydanie
Dodatek oraz gra w wersji na GameCube i PlayStation 2 zostały wydane w Ameryce Północnej 17 października 2006 roku oraz 20 października 2006 roku w Europie. 26 października 2006 roku tytuł na te platformy ukazał się także w Australii, wraz z wersją na Nintendo DS, która swoją premierę w Europie miała dzień później, 27 października 2006 roku, a w Ameryce Północnej 31 października 2006 roku. 1 listopada 2006 roku, za pośrednictwem Aspyr Media, dodatek otrzymał swoją wersję na platformę Mac OS. Gra została również wydana na platformę Game Boy Advance 7 listopada 2006 roku w Ameryce Północnej, 16 listopada 2006 roku w Australii i 17 listopada 2006 roku w Europie. 14 grudnia 2006 roku w Ameryce Północnej i Australii, a dzień później, 15 grudnia 2006 roku w Europie, na rynku pojawiło się wydanie gry na PlayStation Portable. Z kolei 12 czerwca 2007 roku w Ameryce Północnej, 22 czerwca 2007 roku w Europie i 28 czerwca 2007 roku w Australii ukazała się wersja na Nintendo Wii. Gra została także wydana na urządzenia mobilne.
W jego produkcji udział brały studia: Maxis, Full Fat, Iron Monkey Studios, Artificial Mind & Movement, EA Redwood Shores i Team Fusion z Kanadyjskiego EA.